# 中華民國公職人員
《中華民國憲法》上對公職人員的稱謂共有九種，分別是「政府人員、文官、公務員、公務人員、文武官員、現役軍人、法官、官吏、自治人員」。「公職人員」指的是狹義的《公職人員選舉罷免法》規範人員、以及廣義的《公職人員財產申報法》規定辦理財產申報人員。也就是說狹義的「公職人員」僅指公職人員，例如：直轄市長、直轄市議會議員、縣市長、鄉鎮（市）長、立法委員等經依公職人員選舉罷免法規範的人員而已。
「公務員」則有刑法上的公務員與行政上的公務員，刑法上的公務員指的是《刑法》第10條第2項定義的公務員，而行政上的公務員則可分：最狹義的「《公務人員任用法》任用的公務員」、狹義的「《刑法》上的公務員」、廣義的「適用《公務員服務法》的公務員」，以及最廣義的「《國家賠償法》第4條 受委託行使公權力職務的人員」，至於是否領有俸給則不在所問。
中華民國的公務員廣義的定義為「受有俸給之文武職公務員及其他公營事業機關服務人員」（《公務員服務法》第24條）；然公務人員之選任，需經隸屬考試院的考選部以國家考試之方式錄取，取得資格者，均為狹義之公務員。依現行制度，中華民國公務人員分成14職等，由考試院下轄之銓敘部依法核定其職等。

#### 總統、副總統
《中華民國憲法》規定，總統為中華民國國家元首，副總統為備位元首。就法律定義來說，「總統」、「副總統」是指20歲（含）以上的國民依《總統副總統選舉罷免法》，以普通、平等、直接及無記名投票之方法所選定之總統、副總統候選人。根據《中華民國憲法增修條文》，二職人選由國民直接選舉產生，經宣誓後就任；免職方式有三，為罷免、請辭與彈劾。依照《中華民國憲法增修條文》，監察院無權彈劾正副總統；對總統、副總統的彈劾案須由立法院聲請憲法法庭依《憲法訴訟法》進行審理，並經三分之二的現任司法院大法官同意，即視為彈劾案成立，被彈劾人應即行解職。反之，若大法官同意人數未達法定標準，即為彈劾案不成立之判決。

##### 選舉方式的轉變
1988年，國民黨籍的李登輝於蔣經國逝世後接任為中華民國總統（此為臺灣本土人民首次擔任總統），當時國內社會開始要求政治民主化。1990年，野百合學運呼籲政府「改選中央民意代表、解散萬年國會」。隨後，《中華民國憲法增修條文》通過，1991至1992年間，政府實施國會全面改選，總統李登輝與民進黨聯手，開始推動正副總統由國民直接進行選罷，惜因國民黨內部保守派的干涉而未能實現。多次協商後，中華民國政府於1994年7月修憲，宣布「總統、副總統由中華民國自由地區全體人民直接選舉之」，並廢除先前由國民大會代行的間接選舉。此後，中華民國總統與行政院院長之間的關係更加類似法國之雙首長制。
1996年3月，臺灣舉辦第一次正副總統直選，由李登輝當選為實施直選後首任總統。此後，臺灣政壇固定每4年選一次總統及副總統。

##### 卸任總統及卸任副總統之待遇
《卸任總統副總統禮遇條例》規定，已卸任之正、副總統，得享有下列禮遇：
- 禮遇金（總統每月25萬，副總統每月18萬）

- 受邀出席國家大典

- 處理事務人員、司機、辦公室及各項事務等之費用

- 保健醫療

- 安全護衛（總統最多12人，副總統最多8人，由國家安全局提供，必要時得加派之）

但該條例第4條明定正副總統卸任後再任有給公職者，不得享有上列禮遇，如第14任副總統陳建仁卸任後接受中央研究院邀請，擔任特聘研究員而依法放棄其禮遇。

#### 民選公職人員
民選公職人員可分為民意代表、民選行政首長、村（里）長。
依據《公職人員選舉罷免法》第二條，公職人員指下列人員：
1. 中央公職人員：立法院立法委員。
2. 地方公職人員：直轄市議會議員、縣（市）議會議員、鄉（鎮、市）民代表會代表、直轄市長、縣（市）長、鄉（鎮、市）長、村（里）長。[1]

#### 非民選公職人員

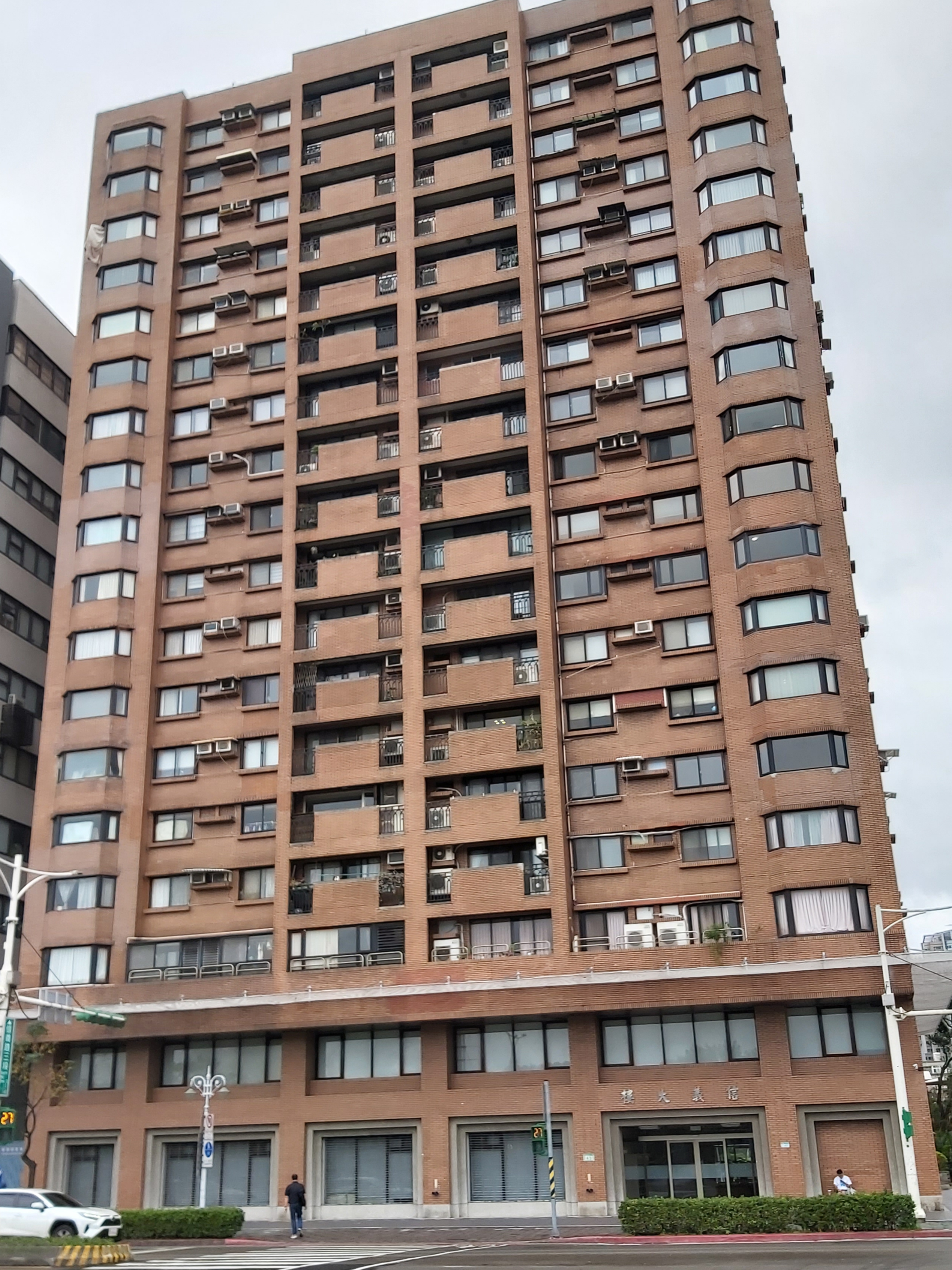
位於臺北市大安區的「信義大樓」首長宿舍，為中華民國政府配予部會首長之職務宿舍（1990年興建）。

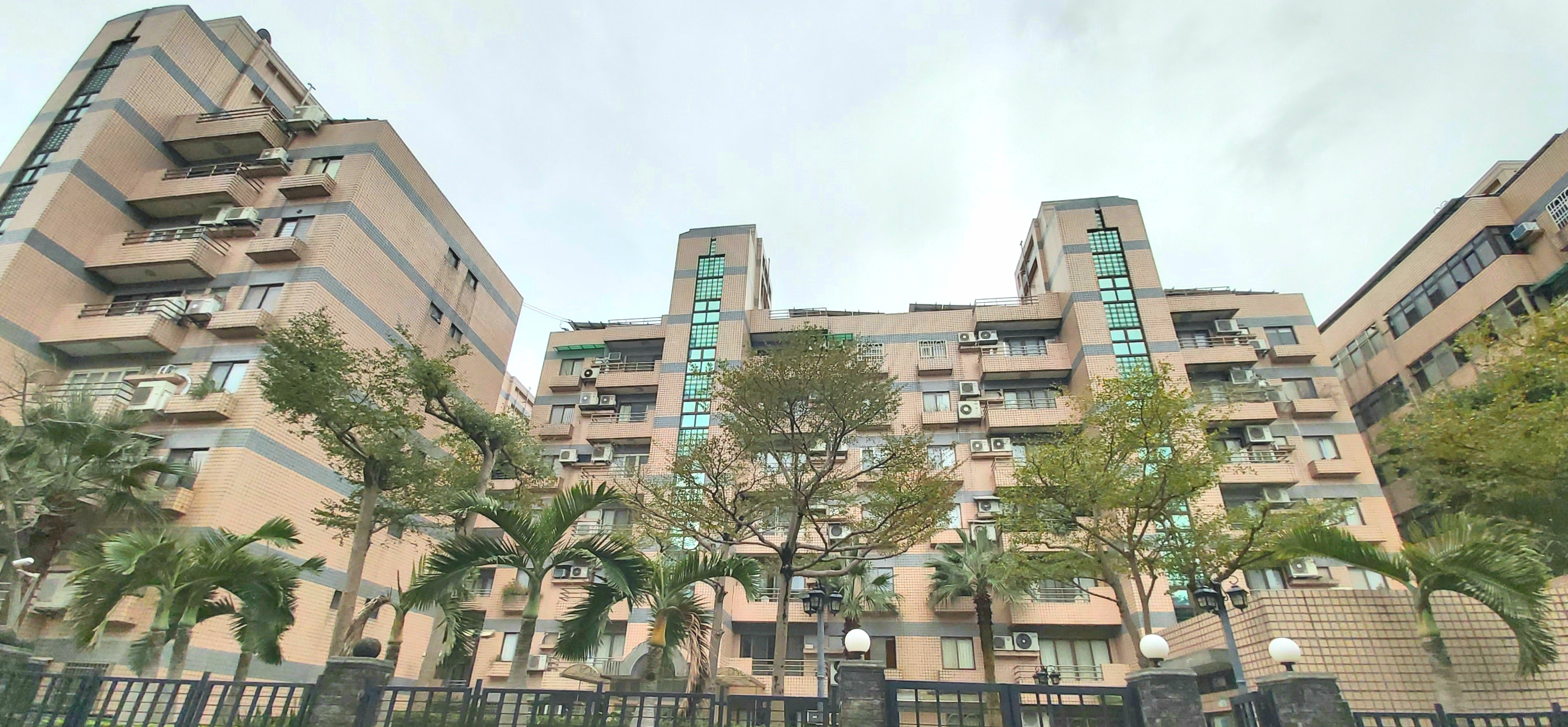
位於臺北市士林區的「承德中央公教住宅」，為中華民國政府配予簡任第十二職等以上之中央機關正、副首長的職務宿舍（1994年興建）。

文職（如：政務官、事務官、行政官）、武（軍）職（如：軍官、士官、士兵、教官、軍訓教官）、警消職、司法官均屬之。

##### 司法官
廣義司法官：法官、檢察官。
狹義司法官：法官。

##### 行政官
行政官可分為政務官與事務官。

###### 政務官
1.現行法使用政務人員一詞，其範圍包含學理上之政務官及準政務官。
2.政務官通常意指學理上之政務官：隨政黨選舉成敗而進退之人員，例如行政院各部會首長、直轄市政府各局處首長。
3.準政務官：非隨政黨選舉成敗而進退之人員，通常係超出黨派依據法律獨立行使職權之職務，例如監察委員。
4.政務人員基本上可分為六級：
| 院長級             | 五院院長                                   |
| 副院長級           | 五院副院長                                 |
| 部會首長級         | 內政部部長、政務委員、審計長、最高法院院長 |
| 比照簡任第十四職等 | 政務次長、直轄市副市長                     |
| 比照簡任第十三職等 | 副縣（市）長、直轄市政府一級機關首長       |
| 比照簡任第十二職等 | 縣（市）政府一級機關首長（單位主管）       |

###### 事務官
相對於制定政策的政務官，負責執行政策的為事務官。通常指永業性公務員或稱常任文官，依公務人員任用法任用之公務人員均屬之，人事制度採簡薦委制，官等分為簡任、薦任、委任，職等最高為第十四職等，最基層為第一職等。
其中第一至第五職等為委任官、第六至第九職等為薦任官、第十至第十四職等為簡任官。
職務與官職等舉例：
| 內政部 常務次長             | 簡任第十四職等       |
| 內政部國土署 署長           | 簡任第十三職等       |
| 內政部 主任秘書、司長、參事 | 簡任第十二職等       |
| 內政部 副司長               | 簡任第十一職等       |
| 內政部 專門委員             | 簡任第十至第十一職等 |
| 內政部 科長                 | 薦任第九職等         |
| 內政部 專員                 | 薦任第七至第九職等   |
| 內政部 科員                 | 薦任第六至第七職等   |
| 內政部 科員                 | 委任第五職等         |
| 內政部 辦事員               | 委任第三至第五職等   |
| 內政部 書記                 | 委任第一至第三職等   |

常任公務員—須經國家考試及格
- 具有博士學位者→得應高考一級考試或特種考試一等考試→及格者取得薦任第九職等任用資格。
- 具有碩士學位者→得應高考二級考試或特種考試二等考試→及格者取得薦任第七職等任用資格。
- 具有大學畢業學歷或普通考試及格滿三年者→得應高考三級考試或特種考試三等考試→及格者取得薦任第六職等任用資格。
- 具有專科、高中職以上學校畢業或初等考試及格滿三年者→得應普通考試或特種考試四等考試→及格者取得委任第三職等任用資格。
- 國民年滿十八歲者→得應初等考試或特種考試五等考試→及格者取得委任第一職等任用資格。

中華民國刑法中之公務員定義（第十條）：
1. 第十條第二項第一款前段：依法令服務於國家、地方自治團體所屬機關而具有法定職務權限者。（身分公務員）
2. 第十條第二項第一款後段：其他依法令從事於公共事務，而具有法定職務權限者。（授權公務員）
3. 第十條第二項第二款：受國家、地方自治團體所屬機關依法委託，從事與委託機關權限有關之公共事務者。（委託公務員）

本文後半部分內容出處為張麗卿教授著作《刑法總則與運用》一書，請自行參照。

#### 人數
本文人數統計以中華民國政府實際統制範圍台澎金馬等區域為限。
1. 現役軍人（2014年）：三軍共約21.5萬人（含職業（志願役）軍人與義務役軍人）
2. 政府公務人員聘僱總數於2014年12月為止，中央政府（一府五院）與地方政府共347,816人。大致包含分類如下：
  1. 政府機關（233,951人）
  2. 公營事業機構（66,576人）：各縣（市）鄉鎮營事業機構／國營事業（中華郵政，中央存保，台灣銀行，台灣金控，土地銀行，台鐵，台酒，台糖，台電，台水，中油…）
  3. 衛生醫療機構（20,289人）：各縣（市）衛生局及所屬／各縣（市）立醫院／各鄉鎮市區衛生所…
3. 各級公立學校（職員）共27,000人。

#### 官職

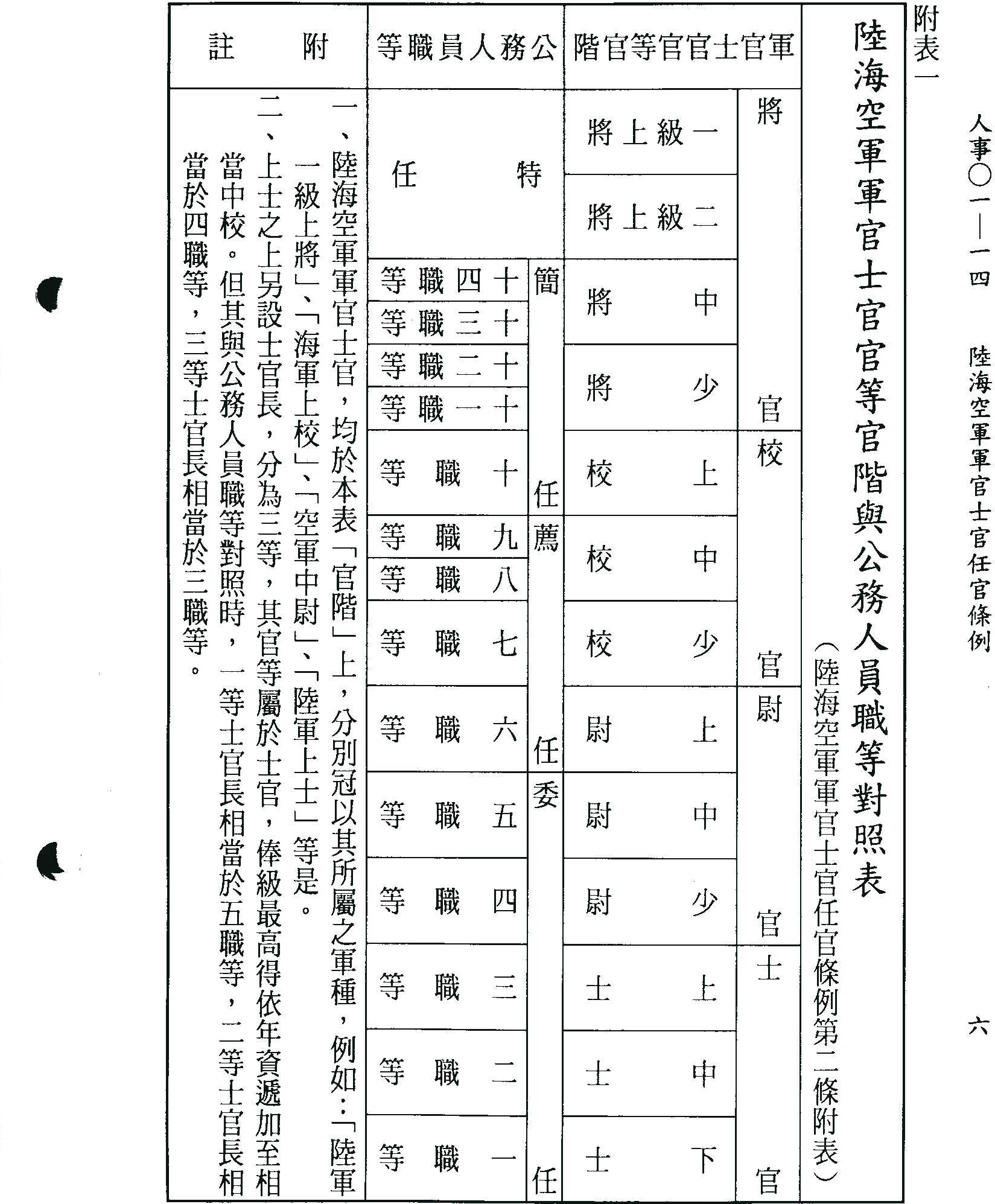
陸海空軍軍官士官官等官階與公務人員職等對照表

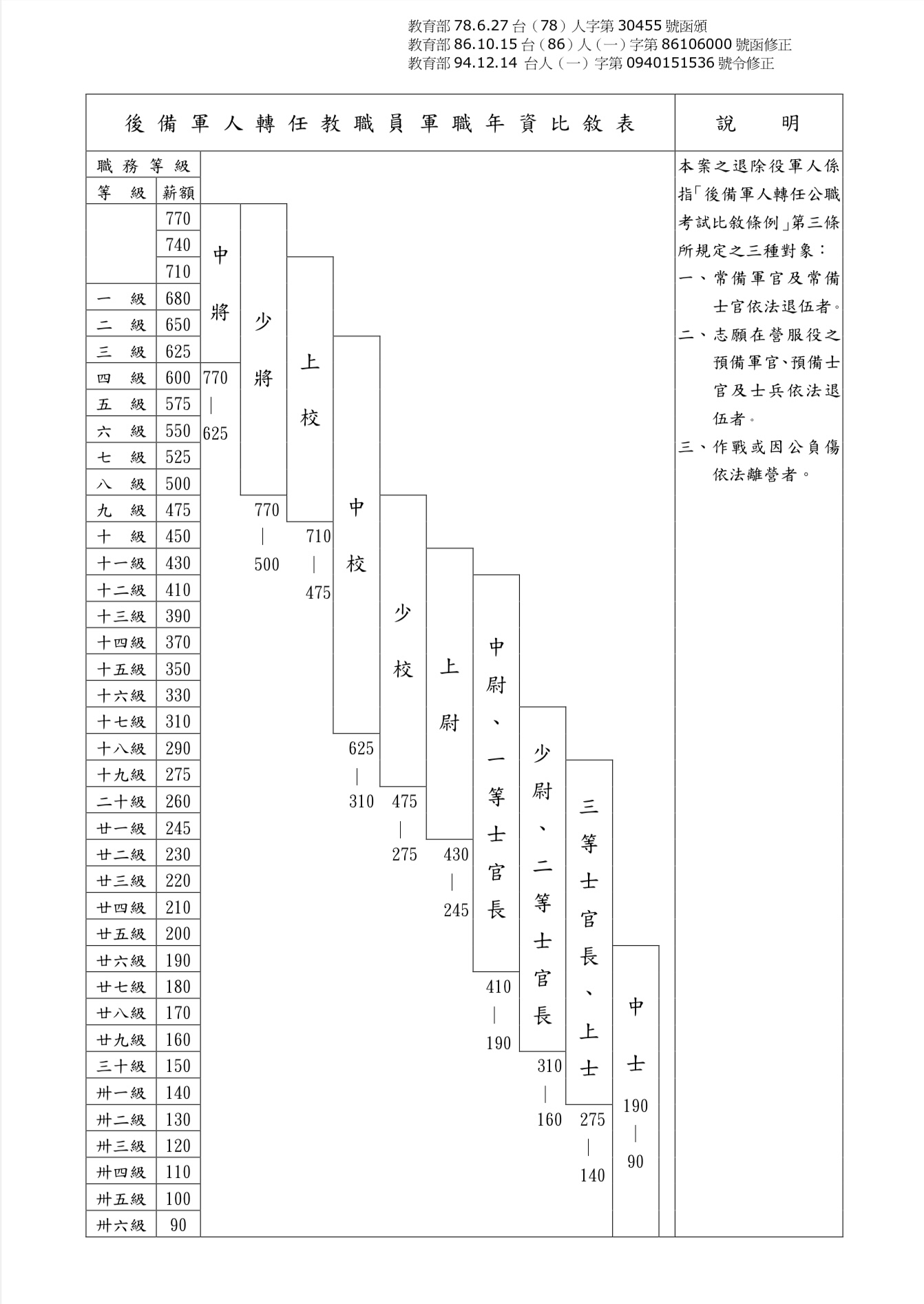
後備軍人轉任教職員軍職年資比敘表

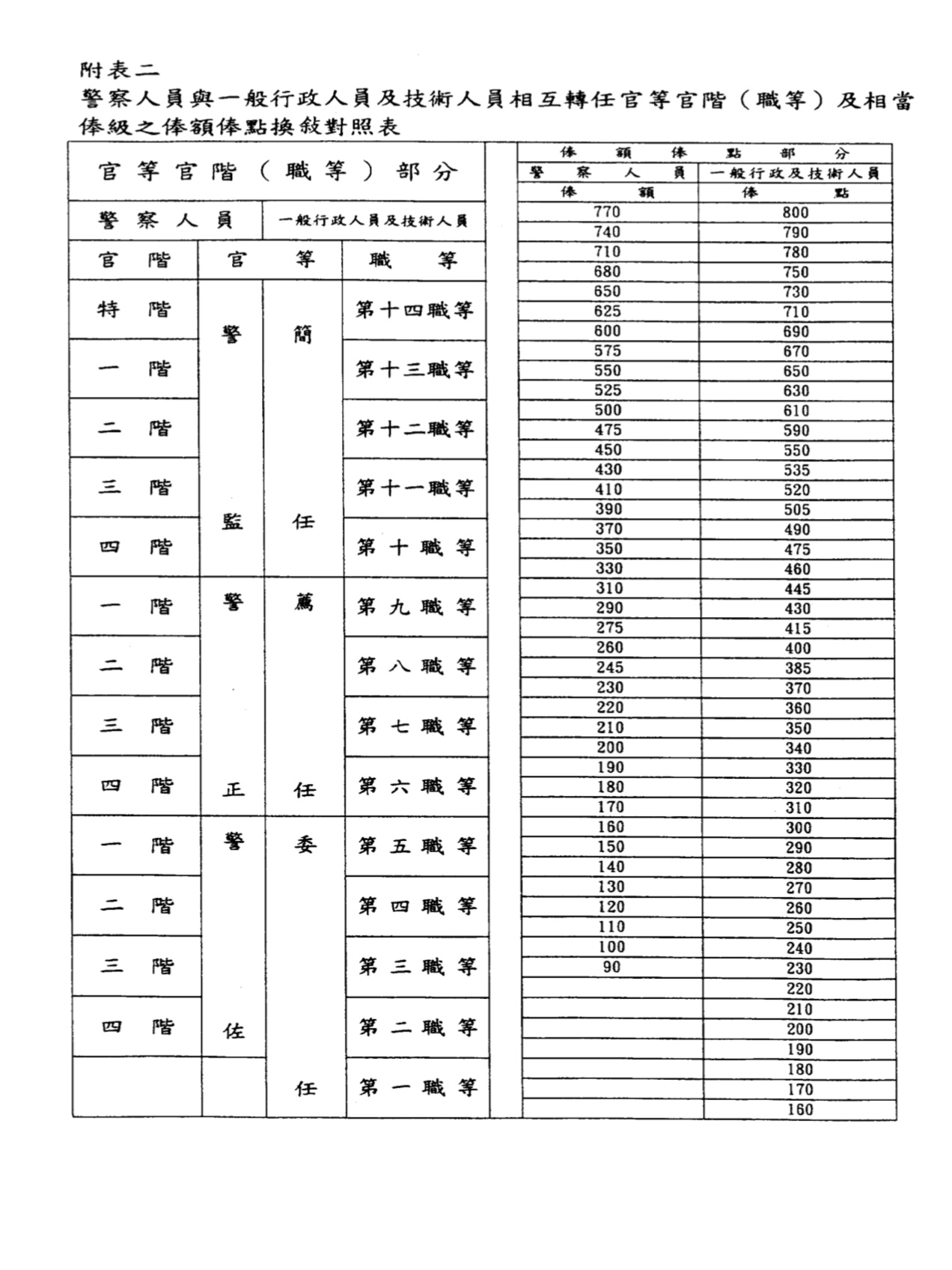
警察人員與一般行政人員及技術人員相互轉任官等官階（職等）及相當俸級之俸額俸點換敘對照表

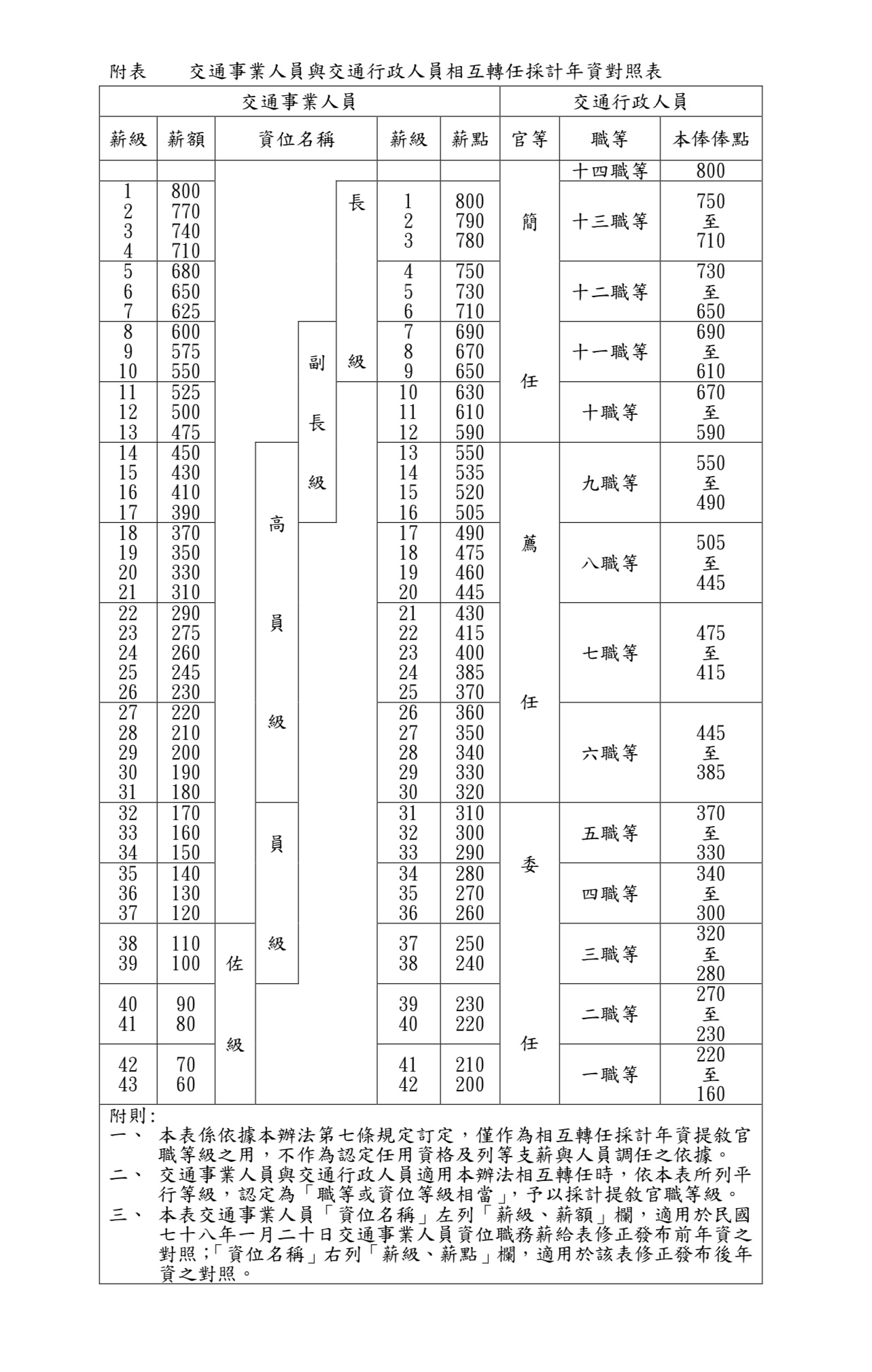
交通事業人員與交通行政人員相互轉任採計年資對照表

依據警察人員人事條例、陸海空軍軍官士官任官條例、陸海空軍軍士官等官階與公務人員對照表、教育人員任用條例、警察人員與一般行政人員及技術人員相互轉任官等官階（職等）及相當俸級之俸額俸點轉敘對照表、醫事人員人事條例。
- 一般公務人員分為十四個職等（前者為官等、後者為職等），數字大者為官位居大：委任一職等到委任五職等、薦任六職等到九職等、簡任十職等至簡任十四職等、再上去為特任官（官派）之公務人員

- 軍職人員分為將官、校官、尉官、士官四個官等（士官長的官等屬士官）：一級上將（已無在任官）、二級上將、中將、少將、上校、中校、少校、上尉、中尉、少尉、一等士官長、二等士官長、三等士官長、上士、中士、下士
- 警察人員（前者為官等、後者為職等，數字小者官位居大）：警監特階、警監一階到四階、警正一階到四階、警佐一階到四階
- 教育人員：
  - 專科以上學校（校長）教授（簡任）
  - 高級中等學校校長（簡任）
  - 專科以上學校副教授（薦任～簡任）
  - 專科以上學校助理教授（薦任～簡任）
  - 專科以上學校講師（薦任）
  - 高級中等學校教師（委任～薦任）
  - 國民中小學校長（薦任）
  - 國民中小學教師（委任～薦任）
  - 專科以上學校助教（委任～薦任）
- 醫事人員：
  - 師(一)級（簡任）
  - 師(二)級（薦任）
  - 師(三)級（薦任）
  - 士(生)級（委任）

海洋委員會海巡署單位為警察、軍人、文職公務人員等三類人員屬性，均有任用的特殊單位。故不使用軍階，階級標誌獨立於軍方，原使用類似警階的海巡階級與軍人相同配戴為肩章。2020年6月1日起新式制服改成領章。
2018年4月28日組織調整後，署長由海洋委員會副主任委員兼任（佩階金底二星），原屬中央二級機關層級（部會首長級）之署長（佩階金底三星，特任官／二級上將）已成歷史。
| 階級識別 | 金底二星     | 金底一星           | 三線四星           | 三線三星           | 三線二星           | 三線一星           | 二線四星                                  | 二線三星               |
| -------- | ------------ | ------------------ | ------------------ | ------------------ | ------------------ | ------------------ | ----------------------------------------- | ---------------------- |
| 階級圖示 |              |                    |                    |                    |                    |                    |                                           |                        |
| 文 職    | 簡任十四職等 | 簡任十三職等       | 簡任十二職等       | 簡任十一職等       | 簡任十職等         | 薦任九職等         | 薦任八職等                                | 薦任七職等             |
| 軍 職    | 中將         | 中將               | 少將               | 少將               | 上校               | 中校               | 中校                                      | 少校                   |
| 警 職    | 警監特階     | 警監一階           | 警監二階           | 警監三階           | 警監四階           | 警正一階           | 警正二階                                  | 警正三階               |
| 關 務    | －           | 關務（技術）監一階 | 關務（技術）監二階 | 關務（技術）監三階 | 關務（技術）監四階 | 關務（技術）正一階 | 關務（技術）正二階 高級關務（技術）員一階 | 高級關務（技術）員二階 |

| 階級識別 | 二線二星               | 二線一星           | 一線四星           | 一線三星                              | 一線二星           | 一線一星           | 二粗三細 | 二粗二細 | 二粗一細 |
| -------- | ---------------------- | ------------------ | ------------------ | ------------------------------------- | ------------------ | ------------------ | -------- | -------- | -------- |
| 階級圖示 |                        |                    |                    |                                       |                    |                    |          |          |          |
| 文 職    | 薦任六職等             | 委任五職等         | 委任四職等         | 委任三職等                            | 委任二職等         | 委任一職等         | －       | －       | －       |
| 軍 職    | 上尉                   | 中尉 少尉          | 士官長             | 上士                                  | 中士               | 下士               | 上兵     | 一兵     | 二兵     |
| 警 職    | 警正四階               | 警佐一階           | 警佐二階           | 警佐三階                              | 警佐四階           | －                 | －       | －       | －       |
| 關 務    | 高級關務（技術）員三階 | 關務（技術）員一階 | 關務（技術）員二階 | 關務（技術）員三階 關務（技術）佐一階 | 關務（技術）佐二階 | 關務（技術）佐三階 | －       | －       | －       |

#### 對違法或失職公務員之懲罰
中華民國設立監察院，與立法院共享彈劾權。違法或失職之公務員除須受一般法院審判之外，亦須依《公務員懲戒法》接受懲戒法院的懲處。
此處所指公務員包括政務人員；法定機關任用或派用之有給專任人員；公立學校校長、兼任行政職務之教師；公立學術研究機構兼任行政職務之研究人員、公立社會教育機構專業人員；公營事業機構經國家或其他公法人指派在該機構代表其執行職務之人員；民選地方首長；軍職人員。因《中華民國憲法增修條文》之規定與總統直選原則，正副總統彈劾權在於立法院。監察院不得彈劾者為總統、副總統、立法委員（立法院正副院長）及地方民意代表。
至於民選公職人員（地方首長、民代）則亦可透過罷免剝奪其職權。

#### 聘用人員、約僱人員
- 中华民国公家機關選擇以行政契約進用之人員，包含聘用人員及約僱人員(不包含以私法上勞動契約進用，且適用勞動基準法之約用人員、臨時人員)。過往雖係針對短期雇用來節省政府成本之暫時性人力，惟實務上聘用人員往往一再續聘，而呈現久任的現象，如法院之法官助理及地方政府之社會工作人員等。